# 芥叶报春
芥叶报春（学名：Primula runcinata）为报春花科报春花属下的一个种。

## 扩展阅读
- 維基物種上的相關：芥叶报春